# APML
APML (англ. Attention Profiling Mark-up Language - «мова розмітки об'єктів уваги») — заснована на XML мова розмітки для збору даних про інтереси користувача.
У мережі Інтернет спостерігається надлишок інформації. Знайти щось корисне стає важкою справою через велику кількість зайвого, що відволікає вашу увагу. Але використання аналізу уваги дозволяє створити сервіси та сайти, які зможуть робити припущення про те, чим ви цікавитеся, і видавати більш відповідний контент.
APML - це спосіб зібрання данних з вашого профілю (переглянутий вами контент).
Ідея APML полягає в тому, щоб стиснути всі форми даних про увагу в відповідний формат файлу, що містить опис оцінених інтересів користувача. Створюється у формі XML файлу. 
Робочій групі APML доручено підтримувати і покращувати специфікацію APML. Робоча група APML, що складається з галузевих експертів і лідерів, була заснована Крісом Саадом (керівник платформи для розробників Uber) і Ешлі Енджелл (акторка)

## Приклад
Приклад з Вікі з APML [Архівовано 27 серпня 2007 у Wayback Machine.].
```
<?xml version="1.0"?>

<APML
 
xmlns=
"http://www.apml.org/apml-0.6"
 
version=
"0.6"
 
>

  
<Head>

    
<Title>
Example
 
APML
 
file
 
for
 
apml.org
</Title>

    
<Generator>
Written
 
by
 
Hand
</Generator>

    
<UserEmail>
sample@apml.org
</UserEmail>

    
<DateCreated>
2007-03-11T01:55:00Z
</DateCreated>

  
</Head>

  
<Body
 
defaultprofile=
"Work"
>

    
<Profile
 
name=
"Home"
>

      
<ImplicitData>

        
<Concepts>

          
<Concept
 
key=
"attention"
 
value=
"0.99"
 
from=
"GatheringTool.com"
 
updated=
"2007-03-11T01:55:00Z"
 
/>

          
<Concept
 
key=
"content distribution"
 
value=
"0.97"
 
from=
"GatheringTool.com"
 
updated=
"2007-03-11T01:55:00Z"
 
/>

          
<Concept
 
key=
"information"
 
value=
"0.95"
 
from=
"GatheringTool.com"
 
updated=
"2007-03-11T01:55:00Z"
 
/>

          
<Concept
 
key=
"business"
 
value=
"0.93"
 
from=
"GatheringTool.com"
 
updated=
"2007-03-11T01:55:00Z"
 
/>

          
<Concept
 
key=
"alerting"
 
value=
"0.91"
 
from=
"GatheringTool.com"
 
updated=
"2007-03-11T01:55:00Z"
 
/>

          
<Concept
 
key=
"intelligent agents"
 
value=
"0.89"
 
from=
"GatheringTool.com"
 
updated=
"2007-03-11T01:55:00Z"
 
/>

          
<Concept
 
key=
"development"
 
value=
"0.87"
 
from=
"GatheringTool.com"
 
updated=
"2007-03-11T01:55:00Z"
 
/>

          
<Concept
 
key=
"service"
 
value=
"0.85"
 
from=
"GatheringTool.com"
 
updated=
"2007-03-11T01:55:00Z"
 
/>

          
<Concept
 
key=
"user interface"
 
value=
"0.83"
 
from=
"GatheringTool.com"
 
updated=
"2007-03-11T01:55:00Z"
 
/>

          
<Concept
 
key=
"experience design"
 
value=
"0.81"
 
from=
"GatheringTool.com"
 
updated=
"2007-03-11T01:55:00Z"
 
/>

          
<Concept
 
key=
"site design"
 
value=
"0.79"
 
from=
"GatheringTool.com"
 
updated=
"2007-03-11T01:55:00Z"
 
/>

          
<Concept
 
key=
"television"
 
value=
"0.77"
 
from=
"GatheringTool.com"
 
updated=
"2007-03-11T01:55:00Z"
 
/>

          
<Concept
 
key=
"management"
 
value=
"0.75"
 
from=
"GatheringTool.com"
 
updated=
"2007-03-11T01:55:00Z"
 
/>

          
<Concept
 
key=
"media"
 
value=
"0.73"
 
from=
"GatheringTool.com"
 
updated=
"2007-03-11T01:55:00Z"
 
/>

        
</Concepts>

        
<Sources>

          
<Source
 
key=
"http://feeds.feedburner.com/apmlspec"
 
name=
"APML.org"
 
value=
"1.00"
 
type=
"application/rss+xml"
 
from=
"GatheringTool.com"
 
updated=
"2007-03-11T01:55:00Z"
>

            
<Author
 
key=
"Sample"
 
value=
"0.5"
 
from=
"GatheringTool.com"
 
updated=
"2007-03-11T01:55:00Z"
 
/>

          
</Source>

        
</Sources>

      
</ImplicitData>

      
<ExplicitData>

        
<Concepts>

          
<Concept
 
key=
"direct attention"
 
value=
"0.99"
 
/>

        
</Concepts>

       
<Sources>

          
<Source
 
key=
"http://feeds.feedburner.com/TechCrunch"
 
name=
"Techcrunch"
 
type=
"application/rss+xml"
 
value=
"0.4"
>

            
<Author
 
key=
"ExplicitSample"
 
value=
"0.5"
 
/>

          
</Source>

       
</Sources>

      
</ExplicitData>

    
</Profile>

    
<Profile
 
name=
"Work"
>

      
<ImplicitData
 
/>

      
<ExplicitData>

        
<Concepts>

          
<Concept
 
key=
"Golf"
 
value=
"0.2"
 
/>

        
</Concepts>

        
<Sources>

          
<Source
 
key=
"http://feeds.feedburner.com/TechCrunch"
 
name=
"Techcrunch"
 
type=
"application/atom+xml"
 
value=
"0.4"
>

            
<Author
 
key=
"ProfessionalBlogger"
 
value=
"0.5"
 
/>

          
</Source>

        
</Sources>

      
</ExplicitData>

    
</Profile>

    
<Applications>

      
<Application
 
name=
"sample.com"
>

        
<SampleAppEl
 
/>

      
</Application>

    
</Applications>

  
</Body>

</APML>

```